# Fünfkampf-Länderkampf der Frauen 1966 BR Deutschland – Frankreich – Niederlande
| 3. Leichtathletik-Länderkampf mit bundesdeutscher Beteiligung 1966        | 3. Leichtathletik-Länderkampf mit bundesdeutscher Beteiligung 1966 |
| ------------------------------------------------------------------------- | ------------------------------------------------------------------ |
|                                                                           |                                                                    |
| Fünfkampf-Vergleich der Frauen: BR Deutschland – Frankreich – Niederlande |                                                                    |
| Austragungsort                                                            | Frechen                                                            |
| Wettbewerbe                                                               | 1                                                                  |
| Datum                                                                     | 11./12. Juni                                                       |
| 1. FRA 2. FRG 3. NLD                                                      | 13.322 Punkte 13.184 Punkte 12.899 Punkte                          |
| Chronik                                                                   |                                                                    |
| ← FRG-URS 10kampf (M)                                                     | FRG-NLD-SUI Straßenlauf (M) →                                      |

Im dritten Vergleich des Länderkampfjahres 1966 trugen die Frauen wie die Männer in der Vorwoche einen Mehrkampf-Vergleich aus. Am 11./12. Juni trafen die Fünfkämpferinnen in Frechen dabei auf Frankreich und die Niederlande. Mit diesen drei Ländern gab es eine solche Mehrkampf-Begegnung zum ersten Mal. Das bundesdeutsche Team war nicht in Bestbesetzung vertreten.

## Wettbewerbe und Modus
Jede Nation stellte fünf Teilnehmerinnen, von denen die je drei Besten durch Addition ihrer Punktergebnisse gewertet wurden.

## Ergebnis
Die Einzelwertung gewann eine französische Fünfkämpferin und auch in der Gesamtwertung lagen die Französinnen mit 13.322 Punkten vorn. Die Bundesrepublik Deutschland belegte 138 Punkte dahinter den zweiten Platz vor der Niederlande, die weitere 285 Punkte zurücklag.

## Resultat des Fünfkampfs
| Platz | Name             | Nation | Punkte | 80 m Hürden | Kugel- stoßen | Hoch- sprung | Weit- sprung | 200 m  |
| ----- | ---------------- | ------ | ------ | ----------- | ------------- | ------------ | ------------ | ------ |
| 01    | Denise Guénard   | FRA    | 4582   | 11,3 s      | 11,17 m       | 1,65 m       | 5,53 m       | 25,2 s |
| 02    | Heide Rosendahl  | FRG    | 4524   | 11,7 s      | 11,54 m       | 1,60 m       | 5,77 m       | 25,5 s |
| 03    | Hille Gankema    | NLD    | 4395   | 11,7 s      | 09,78 m       | 1,60 m       | 5,72 m       | 25,4 s |
| 04    | Monique Bantégny | FRA    | 4387   | 11,9 s      | 11,45 m       | 1,60 m       | 5,45 m       | 25,8 s |
| 05    | Heidemarie Kraft | FRG    | 4378   | 11,5 s      | 12,19 m       | 1,51 m       | 5,50 m       | 26,2 s |
| 06    | Marlène Canguio  | FRA    | 4353   | 11,2 s      | 09,54 m       | 1,51 m       | 5,55 m       | 25,0 s |
| 07    | Mieke Sterk      | NLD    | 4283   | 11,5 s      | 09,68 m       | 1,48 m       | 5,55 m       | 25,0 s |
| 08    | Inge Geurtz      | FRG    | 4282   | 11,7 s      | 10,92 m       | 1,60 m       | 5,45 m       | 27,0 s |
| 09    | Tilly van Hauten | NLD    | 4221   | 12,0 s      | 11,00 m       | 1,57 m       | 5,42 m       | 26,8 s |
| 10    | Liberia Lansink  | NLD    | 4194   | 11,9 s      | 10,05 m       | 1,57 m       | 5,50 m       | 26,7 s |
| 11    | Nel van Veen     | NLD    | 4169   | 11,4 s      | 09,19 m       | 1,48 m       | 5,35 m       | 25,5 s |
| 12    | Hilde Schubert   | FRG    | 4157   | 12,5 s      | 11,27 m       | 1,51 m       | 5,67 m       | 26,9 s |
| 13    | Michèle Bonnaire | FRA    | 4102   | 11,8 s      | 11,91 m       | 1,54 m       | 4,95 m       | 27,6 s |
| 14    | Angelika Müller  | FRG    | 3993   | 12,0 s      | 10,07 m       | 1,54 m       | 5,02 m       | 27,2 s |
| 15    | Nancy Bohain     | FRA    | 3933   | 12,5 s      | 09,62 m       | 1,45 m       | 5,38 m       | 26,5 s |